# Août 2015 en sport
Cette page concerne l'actualité sportive du mois d' août 2015

## Faits marquants

### Dimanche2 août
- Natation : La France (Mehdy Metella, Florent Manaudou, Fabien Gilot et Jérémy Stravius) remporte la médaille d'or du 4 x 100 m nage libre en battant en finale, en 3 min 10 s 74 la Russie (2e, en 3 min 11 s 19) et l'Italie (3e, en 3 min 12 s 53), lors des Championnats du monde de natation à Kazan, en Russie.
- Football : Arsenal, vainqueur de la FA Cup 2014-2015 remporte le Community Shield 2015, la 93e édition de la Supercoupe d'Angleterre de football, en battant 1-0 au Wembley Stadium de Londres, Chelsea, vainqueur du championnat 2014-2015, grâce à un but d'Alex Oxlade-Chamberlain.

### Lundi3 août
- Natation : Le Français Florent Manaudou est sacré champion du monde du 50 m papillon, lors des Championnats du monde de natation à Kazan, en Russie en dominant en finale en 22 s 97, le Brésilien Nicholas Santos (23 s 09) et le Hongrois Laszlo Cseh (23 s 15). Il remporte ainsi le premier titre mondial individuel de sa carrière et devient le septième champion du monde individuel de l'histoire de la natation française.
- Rugby à XV : les Fidji battent les Samoa 39-29 et remportent la Pacific Nations Cup 2015.

### Samedi8 août
- Rugby à XV : l'Australie s'impose contre la Nouvelle-Zélande et remporte The Rugby Championship 2015.

### Dimanche23 août
- Formule 1 : Lewis Hamilton, parti de la pole position, remporte le Grand Prix de Belgique devant son coéquipier Nico Rosberg et Romain Grosjean. Il augmente son avance en tête du championnat du monde, avec 28 points de plus que Rosberg (227 points contre 199) et devance Sebastian Vettel, resté à 160 points après son abandon dans l'avant-dernier tour. Mercedes, avec 426 points, conserve la tête du championnat devant Ferrari (242 points) et Williams (161 points).

### Dimanche30 août
- Judo : aux Championnats du monde à Astana au Kazakhstan, Teddy Riner remporte le titre des plus de 100 kg pour la 8e fois.

## Autres événements
- 9 août : fin des championnats du monde de natation 2015.
- 22 au 30 août : championnats du monde d'athlétisme à Pékin.
- 24 au 30 août : championnats du monde de judo à Astana au Kazakhstan.
- 28 août au 6 septembre 2015 : Championnats d'Europe handibasket 2015 à Worcester (Royaume-Uni).
- 31 au 13 septembre : US Open de tennis 2015.